# Josep Brunet
Pour les articles homonymes, voir Brunet.
Josep Brunet, né le 14 octobre 1930, à Badalone, en Espagne et mort le 1er mars 2014, à Barcelone, en Espagne, est un ancien joueur de basket-ball espagnol. Il évolue au poste de pivot.

## Palmarès
- Finaliste des Jeux méditerranéens de 1951
- Vainqueur des Jeux méditerranéens de 1955